# Хуснуллін Марат Шакірзянович
Марат Шакірзянович Хуснуллін (рос. Мара́т Шакирзя́нович Хусну́ллин, 9 серпня 1966, Казань) — російський державний діяч. Заступник голови уряду Російської Федерації з питань будівництва, житлово-комунального господарства та регіонального розвитку з 21 січня 2020 року. Кандидат економічних наук.

## Трудова діяльність

### В Татарстані
- 1983—1984 рр. — лаборант обслуговування дослідних установок Казанського фінансово-економічного інституту.

- 1984—1986 рр. — служба в Радянській Армії.

- 1986—1987 рр. — лаборант ТСО Казанського фінансово-економічного інституту.

- 1987—1995 рр. — головний бухгалтер, голова будівельного кооперативу «Темп» (Казань).

- 1995—1997 рр. — генеральний директор ТОВ «Інтерпластсервіс».

- 1997—2000 рр. — генеральний директор ТОВ Будівельна торгово-промислова фірма «Ак Барс» м. Казань.

- 1999—2001 рр. — депутат Державної Ради Республіки Татарстан від територіального Прикамского округу. Після переходу на службу в Міністерство будівництва, архітектури та житлово-комунального господарства Республіки Татарстан відмовився від поста народного депутата.

2000—2001 рр. — заступник генерального директора — директор з матеріально-технічних ресурсів, інвестицій та будівництва ГУП ВЕО «Татенерго».
- З 11.05.2001 р — 18.11.2010 р — міністр будівництва, архітектури і житлово-комунального господарства Республіки Татарстан.

### В Москві

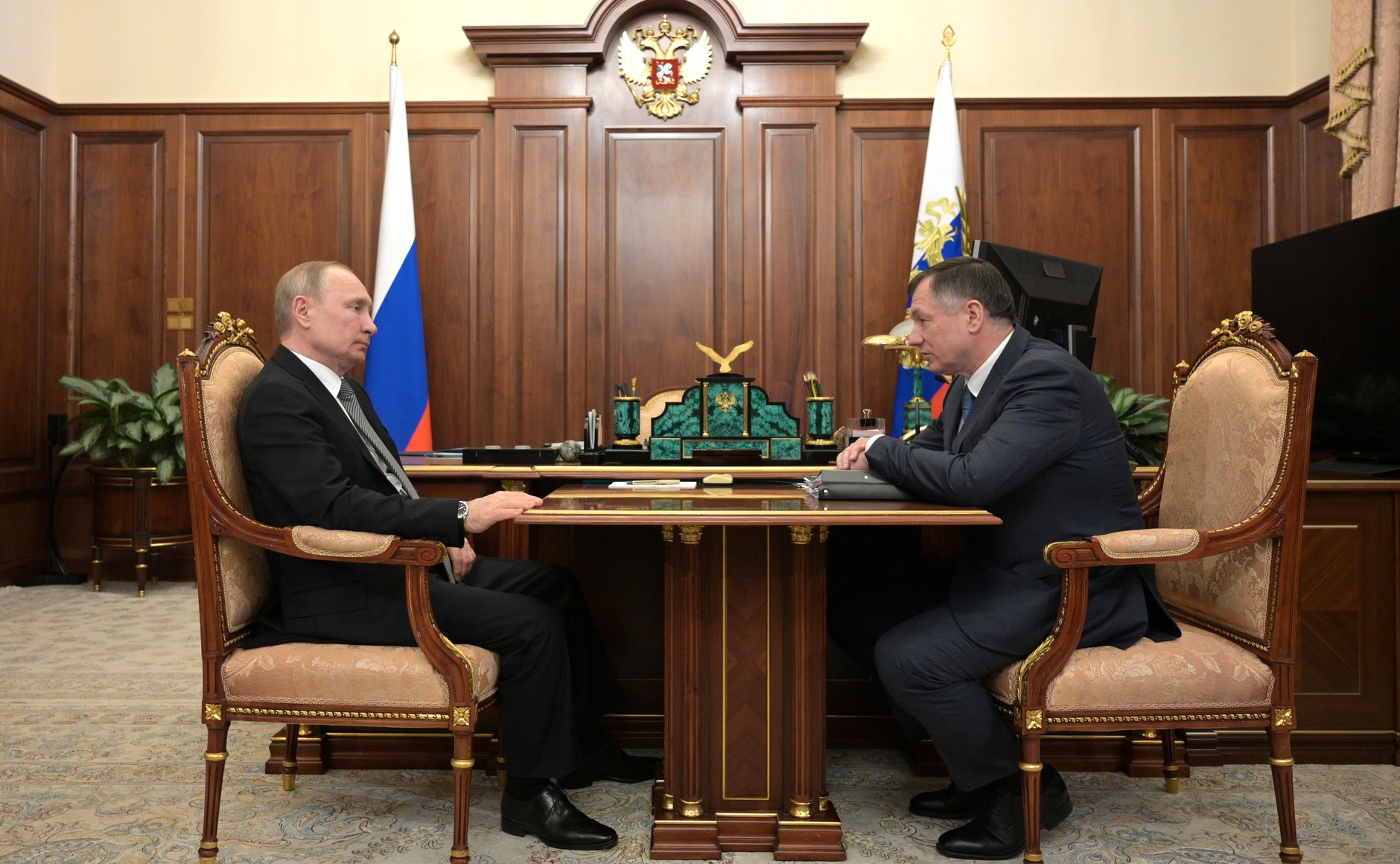
Марат Хуснуллін і Володимир Путін, 3 березня 2020 року

18 листопада 2010 року Хуснуллін був призначений керівником Департаменту міського будівництва міста Москви.
2 грудня 2010 року став заступником мера з питань містобудівної політики і будівництва.
У березні 2011 року був призначений головою Колегії з питань містобудівної політики і будівництва міста Москви. У тому ж році очолив міську комісію з припинення самовільного будівництва.
У січні — липні 2012 року курирував проведення експертизи проектної документації щодо об'єктів міського замовлення, в результаті чого вдалося скоротити ряд видаткових статей бюджету: вартість будівництва скоротилася на 20 %, або 18,8 млрд рублів. За результатами проведення торгів на визначення підрядників міських об'єктів також вдалося знизити початкову ціну на 9 %, або 8,4 млрд рублів.
За участю Хуснуллін також були затверджені схеми висотних обмежень будівництва та режими використання земель всередині Бульварного кільця.
У 2011—2012 роках після проведення ревізії інвестиційних контрактів містобудівний комплекс під керівництвом мера С. С. Собяніна розірвав договори майже на 12 млн кв. м. ущільнювальної забудови і об'єктів, не забезпечених необхідною інфраструктурою — дорогами, парковками і соціальними об'єктами.
З 2012 року Хуснуллін спільно з Управлінням апарату мерії почав курирувати проект введення системи електронного документообігу для спрощення процедур отримання документації в сфері будівництва, з тим, щоб всі послуги, включаючи отримання містобудівних планів земельних ділянок, архітектурно-містобудівних рішень, висновків експертизи, дозволів на будівництво і вводи об'єктів в експлуатацію, були доступні в електронному вигляді.
З березня 2012 року Хуснуллін керував штабом по вирішенню питань і будівництва ММДЦ «Москва-Сіті» (через фінансової кризи 2008 року були припинені роботи по зведенню веж «Федерація» і «Росія» і комплексу «Сіті Пелас»: через відсутність кредитних ресурсів інвестори або заморозили роботи, або вийшли з проекту). Був переглянутий план здачі об'єктів. Натомість було прийнято рішення реконструювати частину вулиць в районі ММДЦ, зокрема побудувати нові транспортні розв'язки (будівництво семи додаткових многополосних автомобільних розв'язок протяжністю близько 2,5 кілометра завершилося восени 2012 року).
З квітня 2012 Хуснуллін є співголовою Ради з проблем містобудівного розвитку територій Московського залізничного вузла, об'єктів інфраструктури залізничного транспорту та прилеглих до них земельних ділянок.
З 1 липня 2012 року, з моменту приєднання до Москви частини територій Московської області, Хуснуллін також курирує будівельну політику в «Новій Москві».
У січні 2013 року очолив новостворений Архітектурний рада, який повинен контролювати реалізацію єдиної містобудівної та архітектурної політики в місті. За погодженням з Хуснуллін до ради увійшли російські та зарубіжні експерти. З'явилася практика проведення конкурсів на розробку концепцій містобудівного розвитку по великих і значимих міських територій.

### Віце-прем'єр Уряду РФ
21 січня 2020 року призначений віце-прем'єром Уряду Російської Федерації.
З 29 січня 2020 року Хуснуллін став куратором по Криму і Севастополю, замість Дмитра Козака.

## Санкції
Через підтримку російської агресії та порушення територіальної цілісності України під час російсько-української війни перебуває під персональними міжнародними санкціями різних країн.
З 23 лютого 2022 року перебуває під санкціями всіх країн Європейського союзу.
З 9 травня 2022 року перебуває під санкціями Великої Британії.
З 25 лютого 2022 року перебуває під санкціями Швейцарії.
З 30 вересня 2022 року перебуває під санкціями Австралії.
Указом президента України Володимира Зеленського від 9 червня 2022 року перебуває під санкціями України.
З 3 травня 2022 року перебуває під санкціями Нової Зеландії.
24 лютого 2023 року внесений до санкційного списку Канади, як «еліта і близький соратник режиму».